# Тарасий Каплонский
Тарасий Каплонский — малороссийский путешественник конца XVII века.
Сын священника.
Постригшись в монахи, в 1697 году предпринял путешествие в Бари для поклонения мощам Николая Угодника. За границей он выдавал себя за базилианца («поляка закона Василия Великого»).
Возвратившись, добрался до Москвы и преподнёс Петру I скляночку мирра из Бари.
Его показания и оправдательные документы (паспорты) напечатаны в 8-м томе «Сборника Харьковского Историко-Филологического Общества» (стр. 289—296).